# Батли
Батли (на английски: Batley) е град в община Кърклийс, област Западен Йоркшър – Англия. Той е разположен в центъра на метрополиса наричан също Западен Йоркшър. Населението на града към 2001 година е 49 448 жители.
В града има голяма общност на имигранти от бившите британски колонии Пакистан и Индия, привлечени тук през 1950-те и 1960-те години поради нуждата от евтина работна ръка.

## География
Батли е разположен в североизточната част на общината, централно на една от най-урбанизираните територии в Обединеното кралство, заемаща четвърто място с населението си от 1 499 465 жители. Общинския център Хъдърсфийлд, който също е част от метрополиса се намира на около 11 километра югозападно от града, а най-големият град в графството – Лийдс, отстои на 11 километра в североизточна посока.
В непосредствена близост, северно от града, преминава Магистрала М62 по направлението изток-запад (Хъл-Лийдс-Манчестър-Ливърпул).

## Демография
Изменение на населението на града за период от две десетилетия 1981 – 2001 година:
| година    | 1981   | 1991   | 2001   |
| --------- | ------ | ------ | ------ |
| население | 45 582 | 48 030 | 49 448 |